# Обиходівська сільська рада
Обиходівська сільська рада — колишня адміністративно-територіальна одиниця та орган місцевого самоврядування у Народицькому, Чоповицькому, Малинському і Коростенському районах Коростенської і Волинської округ, Київської й Житомирської областей Української РСР та України з адміністративним центром у с. Обиходи.

## Населені пункти
Сільській раді були підпорядковані населені пункти:
- с. Обиходи
- с. Обиходівка

## Населення
Кількість населення ради, станом на 1923 рік, становила 2 380 осіб, кількість дворів — 530.
Відповідно до результатів перепису населення СРСР, кількість населення ради, станом на 12 січня 1989 року, становила 837 осіб.
Станом на 5 грудня 2001 року, відповідно до перепису населення України, кількість мешканців сільської ради становила 230 осіб.

## Склад ради
Рада складалася з 12 депутатів та голови.

### Керівний склад сільської ради
| ПІБ                            | Основні відомості                                                             | Дата обрання | Дата звільнення |
| ------------------------------ | ----------------------------------------------------------------------------- | ------------ | --------------- |
| Зарицький Олександр Васильович | Сільський голова, 1969 року народження, освіта, безпартійний                  | 26.03.2006   | 31.10.2010      |
| Зарицький Олександр Васильович | Сільський голова, 1969 року народження, освіта середня загальна, безпартійний | 31.10.2010   |                 |

Примітка: таблиця складена за даними джерела

## Історія
Створена 1923 року в складі с. Обиходи та хуторів Буда-Обиходівська (згодом — Обиходівка) , Меленівський і Підбрачівка Татарновицької волості Коростенського повіту Волинської губернії. Станом на 17 грудня 1926 року в підпорядкуванні значився х. Кам'янка. На 1 жовтня 1941 року хутори Кам'янка, Меленівський та Підбрачівка не перебували на обліку населених пунктів.
Станом на 1 вересня 1946 року сільська рада входила до складу Чоповицького району Житомирської області, на обліку в раді перебувало с. Обиходи.
На 1 січня 1972 року сільська рада входила до складу Коростенського району Житомирської області, на обліку в раді перебували села Обиходи та Обиходівка.
Виключена з облікових даних 17 липня 2020 року. Територію та населені пункти ради, відповідно до розпорядження Кабінету Міністрів України № 711-р від 12 червня 2020 року «Про визначення адміністративних центрів та затвердження територій територіальних громад Житомирської області», включено до складу Коростенської міської територіальної громади Коростенського району Житомирської області.
Входила до складу Народицького (7.03.1923 р., 8.12.1966 р.), Чоповицького (23.02.1927 р., 17.02.1935 р.), Малинського (5.02.1931 р.) та Коростенського (30.12.1962 р., 3.04.1967 р.) районів.